# Yārtī Qāyeh
Yārtī Qāyeh (persiska: يارتی قايا, Yārtī Qāyā, يارتی قايه) är en ort i Iran.   Den ligger i provinsen Golestan, i den norra delen av landet, 300 km nordost om huvudstaden Teheran. Yārtī Qāyeh ligger 14 meter över havet och antalet invånare är 789.
Terrängen runt Yārtī Qāyeh är mycket platt. Runt Yārtī Qāyeh är det ganska tätbefolkat, med 65 invånare per kvadratkilometer. Närmaste större samhälle är Khīvalī, 16,1 km söder om Yārtī Qāyeh. Trakten runt Yārtī Qāyeh består till största delen av jordbruksmark.